# 蓬萊公主
蓬萊公主（1557年—1557年），明朝公主，明穆宗嫡出长女。母亲是王妃李氏（追谥孝懿莊皇后）。
嘉靖三十六年（1557年）八月壬寅日，此女早殇，当时她的父亲还只是裕王，她本人因为年纪太幼，还没有封爵。礼部请以郡主之礼下葬，她的祖父明世宗说“未请封，无例！而且下殇也用全礼？非是。”，下令葬仪减半。
隆庆元年（1567年）正月，其父隆庆帝追封她为蓬莱公主，后又修缮了她的坟墓。